# Plocama rosea
Plocama rosea là một loài thực vật có hoa trong họ Thiến thảo. Loài này được (Hemsl. ex Aitch.) M.Backlund & Thulin mô tả khoa học đầu tiên năm 2007.